# Schwarzsee
De Schwarzsee is een klein moerassig meer in de Kitzbüheler Alpen.
Het staat bekend als het warmste meer in Tirol. Het meer ligt 2 km van Kitzbühel en heeft een eigen spoorwegstation op de Salzburg-Tiroler-Bahn. Het meer heeft een grootte van 16 ha en een maximale diepte van 7 meter. Het meer kan, mits de ijslaag dik genoeg is, in de winter gebruikt worden als schaatsbaan en in de zomer zijn er watersporten mogelijk. Ook wordt er elk jaar voor de triatlon van Kitzbühel in gezwommen.